# Episodi di The Thick of It (terza stagione)
La terza stagione della serie televisiva The Thick of It, composta da 8 episodi, è stata trasmessa su BBC Four dal 24 ottobre al 12 dicembre 2009.
Rebecca Front entra nel cast principale della serie, subentrando a Chris Langham.
In Italia è stata trasmessa, sottotitolata, dalla piattaforma online gratuita VVVVID il 13 novembre 2015.
| nº | Titolo originale     | Titolo italiano | Trasmissione UK  | Trasmissione Italia |
| -- | -------------------- | --------------- | ---------------- | ------------------- |
| 1  | Series 3 – Episode 1 |                 | 24 ottobre 2009  | 13 novembre 2015    |
| 2  | Series 3 – Episode 2 |                 | 31 ottobre 2009  | 13 novembre 2015    |
| 3  | Series 3 – Episode 3 |                 | 7 novembre 2009  | 13 novembre 2015    |
| 4  | Series 3 – Episode 4 |                 | 14 novembre 2009 | 13 novembre 2015    |
| 5  | Series 3 – Episode 5 |                 | 21 novembre 2009 | 13 novembre 2015    |
| 6  | Series 3 – Episode 6 |                 | 28 novembre 2009 | 13 novembre 2015    |
| 7  | Series 3 – Episode 7 |                 | 5 dicembre 2009  | 13 novembre 2015    |
| 8  | Series 3 – Episode 8 |                 | 12 dicembre 2009 | 13 novembre 2015    |